# Cardiomiopatia
Le cardiomiopatie costituiscono un gruppo eterogeneo di malattie  del  miocardio a eziologia frequentemente genetica, che attraverso lo sviluppo di disfunzioni elettriche e/o meccaniche a carico del muscolo cardiaco determinano spesso (ma non sempre) l'instaurarsi di fenomeni di ipertrofia o dilatazione delle camere ventricolari. Tali fenomeni in ultima analisi hanno come esito lo scompenso cardiaco o la morte improvvisa del paziente.
Le cardiomiopatie non comprendono invece tutte quelle manifestazioni di tipo dilatativo o ipertrofico che derivano da patologie come l'ipertensione (sistemica o polmonare), le coronaropatie, i difetti valvolari o le malattie del pericardio.

## Classificazione
All'interno del vasto insieme delle cardiomiopatie è possibile distinguere due grandi sottocategorie

### Cardiomiopatie primitive
Sono caratterizzate da quadri patologici confinati al solo miocardio e si dividono in:
- Genetiche
  - Cardiomiopatia ipertrofica con o senza ostruzione: difetti della compliance diastolica per rigidità aumentata.
  - Cardiomiopatia/Displasia aritmogena del ventricolo destro
  - Cardiomiopatia del ventricolo sinistro non compattato
  - Difetto di conduzione cardiaca progressivo o malattia di Lenegre
  - Canalopatie:
    - Sindrome del QT lungo
    - Sindrome di Brugada
    - Tachicardia ventricolare polimorfa catecolaminergica
    - Sindrome del QT corto
- Miste
  - Cardiomiopatia dilatativa: difetti della pompa sistolica
  - Cardiomiopatia restrittiva primaria senza ipertrofia: fibrosi endomiocardica con o senza eosinofilia. Difetti della compliance diastolica.
- Acquisite
  - Miocardite (o cardiomiopatia infiammatoria)
  - Sindrome tako-tsubo o cardiomiopatia da stress
  - Cardiomiopatia peripartum
  - Cardiomiopatia associata a tachicardia
  - Cardiomiopatia associata a nascita da madri con diabete insulino-dipendente

### Cardiomiopatie secondarie
In queste forme la malattia del miocardio non è che una delle espressioni di una più vasta patologia multiorgano
- Malattie da accumulo (amiloidosi, emocromatosi...)
- Agenti tossici (droghe, metalli pesanti...)
- Malattie granulomatosiche (sarcoidosi)
- Malattie endocrine (diabete mellito, iper/ipotiroidismo, feocromocitoma...)
- Malattie neurologiche o neuromuscolari (distrofia miotonica, neurofibromatosi...)
- Malattie da malnutrizione (beriberi, pellagra...)
- Malattie (autoimmuni) del collagene (lupus eritematoso sistemico, artrite reumatoide...)
- Effetti della chemioterapia antitumorale con antracicline, radiazioni o ciclofosfamide
- Altre (sindrome di Noonan, fibrosi endomiocardica...)

## Fenotipi
Le cardiomiopatie sono divise in cinque fenotipi:
- cardiomiopatia ipertrofica;
- cardiomiopatia dilatativa;
- cardiomiopatia restrittiva;
- cardiomiopatia aritmogena del ventricolo destro;
- cardiomiopatie non classificabili: sindrome tako-tsubo e cardiomiopatia del ventricolo sinistro non compattato.